# Долгий путь к чаепитию
«До́лгий путь к чаепи́тию» (англ. A Long Trip to Teatime) — постмодернистская повесть британского писателя Энтони Бёрджесса, изданная в 1976 году. Название повести является реминисценцией к сказочной повести Льюиса Кэрролла «Алиса в Стране чудес», в конце которой Алиса рассказывает о своих приключениях сестре, после чего та отправляет её домой пить чай.
На русском языке издавалась в 2000 году в переводе Р. Шапиро.

## Сюжет
Мальчик по имени Эдгар сидит на уроке истории и слушает, как учитель своим нудным голосом рассказывает что-то про англосаксонских королей. Эдгару очень скучно, и он начинает мечтать о том, чтобы стать маленьким и исчезнуть в одной из дырочек от циркуля, которыми испещрена вся его парта. Внезапно он оказывается на корабле, медленно вплывающем в дырочку рядом с буквой 'Д' в его собственном имени, которое нацарапано на парте и закрашено чернилами.
На корабле, рядом с Эдгаром, оказывается старик с белой бородой и курительной трубкой в зубах, который спрашивает, есть ли он в списке команды, и как его зовут, но Эдгару кажется, что ответ его не особенно-то и интересует. Тем временем корабль проплывает сквозь отверстие (на самом деле — узкий проход между рифами) и выходит в открытое море. Старик говорит Эдгару о том, что они высадят его на берег в царстве Эгипта, потому что они идут на восток для того, чтобы повидаться с сэром Петронелом Флэшем, Моисеем, дьяволом и Великим Орком, поэтому мальчику здесь не место.
С корабля спускают шлюпку, в которой находятся два матроса, один из которых говорит, чтобы Эдгар остерегался матери Зверя Рыкающего. Маторсы отвозят Эдгара к чистенькой деревянной пристани, на которой его поджидают два человечка в синей форме, Эк Кер Ман и Эк Хар Т. Один из матросов говорит Эдгару о том, чтобы он сказал человечкам, куда ему надо. Эдгар отвечает, что хочет к концу урока быть дома, а оттуда пойти домой, пить чай. На что один из человечков говорит, что для этого Эдгару придётся дайти далеко вглубь страны, до самой Экспозиции.
Далее Эк Кер Ман и Эк Хар Т отводят Эдгара к стоящему неподалёку домику (конторе), в котором за конторкой сидит ещё один человечек, имя котрого не называется. Также в конторе присутствует попугай, и в ходе небольшого разговора оказывается, что начинаются скачки, и надо сделать ставку. Один из мистеров Эков одалживает Эдгару две монеты, называемых «гамаданами». Монеты кладут в висящий на стене почтовый ящик, после чего говорят попугаю, что ставят на Эклипса (что значит «затмение»), самого знаменитого рысака в мире. Через минуту попугай даёт понять, что они выиграли, и из ящика на пол выпадают две поставленные монеты и ещё одна, очень маленькая, которую называют «ватек». Ватек отдают Эдгару, после чего человечек за конторкой сообщает ему о том, что для въезда в страну нужно задекларировать ввозимые вещи, и Эдгар декларирует свою монетку.
Эдгар выходит из конторы и идёт по пристани к суше. Пройдя немного он видит указатель «В Эдем» и решает пойти туда. По дороге он подходит к булочной, где толстая пекарша кричит от боли, потому что обожгла руку, а рядом с ней стоит тощий мужчина по имени мистер Квимби и убеждает её, что боль это только в её воображении. В ходе разговора пекарша хватает хлебный нож и начинает гоняться с ним за мистером Квимби, тыкать в него ножом и приговаривать, что вся его боль это только в его сознании.
Эдгар идёт дальше и вскоре доходит до улицы, усаженной тенистыми деревьями. Он подходит к некоему сооружению вроде арки, свитой из бумажных листьев и цветов, и видит надпись «Эдем», сделанную из электрических лампочек. Дорога впереди усеяна огромными лужами. Из одной из этих луж выбирается весь перепачканный грязью человечек и радостно говорит Эдгару, что всё в нашем сознании, после чего падает в следующую лужу.
Эдгар благодарит грязного человечка и идёт дальше. Ему встречается старомодно одетая дама на белой лошади с хлыстом в руке, которым она постоянно щёлкает над маленьким индусом, а тот постоянно говорит ей о том, как это ему неприятно. Эдгар говорит даме о том, что он ищет дорогу домой, к чаю. Дама отвечает, что ему нужно на юг, к дому с двумя входами на холме.
Эдгар взбирается на небольшой холм, на вершине которого стоит дом с двумя входами, и решает постучаться в первую дверь. Её открывает огромная змея и спрашивает, что Эдгару нужно. Разговор со змеёй ни к чему не приводит, змея захлопывает дверь, и Эдгар решает постучаться в соседнюю. Соседнюю дверь открывает пожилой господин в костюме шекспировских времён. Эдгар спрашивает его о том, как ему добраться домой, и пожилой господин радостно отвечает, что поможет ему, попутно сообщая, что его соседку зовут мисс Лилит, а самого его — Ричард Эдем. Дом мистера Эдема заполнен старыми пыльными картами и глобусами, а прислуживает ему мышь Мария в юбочке. Эдгар говорит Ричарду Эдему о том, что всё бы отдал за чашку душистого чая, на что мистер Эдем отвечает, что чай необычайно дорог, во всей стране его наберётся не больше унции, и весь его к рукам прибрала королева. Далее в ходе разговора они решают, что Эдгару, скорее всего, надо в Эдембург, а немного после между мистером Эдемом и Марией начинается довольно скучный спор, в результате которого они начинают бросаться друг в друга пыльными картами.
Эдгар покидает дом Ричарда Эдема и спускается с холма. В облаке дорожной пыли он видит всадника в изящных доспехах и с короной на голове. Эдгар слышит, как всадник восклицает по-французски: «Вперёд, друзья мои!»; и решает, что это — французский король. Король кричит о том, что Генрих IV Французский сразится с Людовиком XIV Французским, а у Эдгара происходят ничего не дающие ему разговоры с солдатом и сержантом из войска французского короля, после чего он отправляется в сторону, противоположную той, в которую шло войско, так как нисколько не сомневается в том, что в Эдембурге правит не король Людовик XIV Французский.
По дороге в Эдембург Эдгар набредает на расположенный на обочине киоск с шипучими газированными напитками. Продавцом в киоске является пёс, который называет себя королём Эдвином Нортумбрским. Выясняется, что за свою маленькую монетку (ватек) Эдгар может купить лишь крошечную бутылочку динамичного прыгосока «О’Гордон». Эдгар отдаёт монетку, берёт крошечную бутылочку и сразу же её выпивает — его жажда немного уменьшается. Пёс-продавец Эдвин говорит, что Эдембург назвали в честь него, но ошиблись, когда записывали.
Эдгар идёт далее по дороге, и ему встречается автомобильный фургон с надписью «Эдембургское Ревю». Обрадовавшись тому, что больше не надо будет идти своим ходом Эдгар забирается в фургон, в котором находятся человечки-артисты, выступающие с различными номерами, — они и есть Эдембургское Ревю. Фургон проезжает мимо озера, на берегу которого человечки-поэты выполняют различные упражнения в поисках вдохновения. Один из артистов просит водителя остановить фургон возле поэтов, чтобы «показать им, где раки зимуют». Далее артисты подкрадываются к поэтам и начинают наскакивать на них, стараясь сбросить их в озеро. Поэты также стараются бросать в озеро артистов. Эдгару не нравится вся эта непедагогичная сцена, и он решает продолжить добираться до Эдембурга пешком.
Далее Эдгар видит кустарник странных на вид голубых цветочков, растущий с карая дороги. Цветы болтают между собой с огромной скоростью и на высоких тонах, и Эдгар решает подойти к ним вплотную для того, чтобы разобрать то, о чём они говорят. Подходя к цветам он не успевает заметить глубокую канаву, скрытую травой, и валится в неё. У канавы гладкие стены из глины, и Эдгару не за что зацепиться для того, чтобы выбраться из неё. Он начинает звать на помощь, и, в конце концов, к канаве подходит пара — сэр Виллоуби и дама по имени Летиция. Виллоуби и Летиция слышат крики Эдгара и просят некоего юного Кроссджея вытащить Эдгара из канавы. Когда Кроссджей спускается за Эдгаром, ему помогает некий старик Дердлс. Эдгар благодарит своих спасителей. Сэр Виллоуби просит его оценить стихотворение, собственного сочинения. Старик Дердлс предлагает показать ему могилу, которая будет ему как раз впору. Эдгар бежит от всей этой компании и, наконец, добегает до Эдембурга.
В Эдембурге Эдгар на различных улицах спрашивает у патрулирующих их полицейских о том, как ему попасть назад, но почти все предлагают ему подождать до четырёх. Когда часы над главной улицей города пробивают четыре, люди толпами направляются на площадь Обозрения. Один из полицейских также довольно грубым образом вталкивает Эдгара в движущуюся толпу. На площади присутствует оркестр и человечек в костюме клоуна. Когда все собираются, человечек в костюме клоуна объявляет в микрофоны о начале некоего мероприятия, после чего оркестр проигрывает ноту E (нота ми), и те, у кого имя не начинается на букву 'E' ('Э'), начинают покидать площадь. Далее оркестр играет ноту D (нота ре), и те, у кого второй буквой в имени не идёт буква 'D' ('Д'), уходят с площади. После этого оркестр проигрывает ноту G (нота соль), и, после того, как площадь почти совсем опустела, играет последнюю ноту — A (нота ля). Все уходят, и Эдгар тоже решает уйти, но клоун спрашивает его имя, и после того, как Эдгар представляется, его поднимают на плечи люди в белых спортивных костюмах и уносят в большое прохладное здание. Там Эдгара усаживают на стул перед длинным столом, на котором находится множество вкусных яств, и, самое главное, чай — сразу несколько сортов чая.
Эдгара оставляют в полном одиночестве, и он решает закусить и налить себе кружку чая. Тут в комнату входят женообразная и мужеобразная фигуры. Они представляются как миссис Эхидна и Зверь Рыкающий (её сын), объявляют Эдгара своим пленником и говорят о том, что на улице ждёт машина для того, чтобы отвести их в Замок.
По дороге к Замку, Эхидна говорит Эдгару, что всё, что с ним произошло в Эдембурге, нужно для привлечения туристов — надо же как-то зарабатывать себе на жизнь. Также она говорит Эдгару, что они предоставят все возможности для побега, но могут возникнуть осложнения из-за её отца, который не одобряет побеги, а является старым великаном-людоедом и сторонником поедания живьём. К счастью, пока он находится в отъезде.
Машина доезжает до Замка, и Эдгар видит, что Замок выглядит как обычный старый дом, только он — большой, и на его крыше налеплены башни разной высоты. Дворецкий провожает Эдгара в его комнату. В комнате нет ничего, кроме стола, стула, экрана и люка в полу. Дворецкий запирает Эдгара на ключ. Окно в комнате зарешечено. Люк тоже заперт. Вдруг загорается экран, и Эдгару начинают загадывать загадки. После того, как Эдгар отвечает на всё правильно, на экране появляется надпись «Ужин готов», и дворецкий отводит его в столовую, где уже сидят миссис Эхидна и Зверь Рыкающий. Во время ужина привратник приносит Зверю Рыкающему телеграмму. Прочитав её Зверь Рыкающий сообщает всем присутствующим, что возвращается его дедушка-людоед, который пишет, что голоден. Зверь Рыкающий говорит Эдгару, что единственный безопасный выход из Замка — через люк, но он откроется только тогда, когда Эдгар решит Завершающую Задачу.
Эдгар возвращается в свою комнату и усаживается перед экраном. Его запирают на ключ. Экран просит Эдгара объяснить теорию относительности. Эдгар не знает, что ему сказать, и начинает думать, что лучше бы броситься из комнаты прочь через дверь. С потолка спускается железная перегородка, закрывая дверь. Вдруг Эдгар слышит пронзительный писк. Он смотрит на пол и видит мышонка. Мышонок представляется как Альберт. Он объясняет Эдгару принцип теории относительности, но тут из-за двери к Эдгару обращается людоед: он говорит о том, что выломает дверь, и что они с Эдгаром будут вместе. Рука великана-людоеда выламывает дверь и начинает ломать преграждающую путь железную перегородку. Эдгар быстро-быстро проговаривает объяснение теории относительности экрану, люк открывается, и Эдгар бросается к нему, чтобы залезть в открывшееся отверстие. Ступенек нет, и Эдгар скользит вниз сквозь тьму.
Эдгар оказывается в месте, где снуют туда-сюда тысячи людей. С ним заговаривает высокий мужчина, который сообщает ему, что он находится в Великой Экспозиции, которую можно объехать только на железной дороге. Тут же подходит поезд, машинистом и кочегаром которого оказываются два матроса, которые отвезли Эдгара с корабля на остров. Он забирается к ним в кабину, и поезд начинает движение. Пробыв в кабине какое-то время среди раскалённого воздуха и пара Эдгар говорит, что ему очень хочется пить, и ему советуют пролезть в поезд и разыскать вагон-ресторан. Пробравшись в поезд Эдгар оказывается в купе с англосаксонскими королями: Эадуардом Старшим, Эадуардом Железнобоким, Эадредом, Эадуардом Исповедником и кем-то ещё, кого он не может вспомнить. У них завязывается небольшой разговор, после чего короли говорят Эдгару, что они приехали, и толпа выносит его на платформу, а затем и утягивает Эдгара в огромный театр. В театре к нему проталкивается пёс, называющий себя королём Эдвардом Нортумбрским, и говорит ему о том, что лучшее место в театре оставили специально для него. Далее появляются миссис Эхидна и Зверь Рыкающий и вынуждают его поднятся на сцену.
Эдгар выходит на сцену и видит, что декорации напоминают ему его парту изнутри, только увеличенную в сотни раз. Он узнаёт знакомые запахи и видит знакомые книги. Одна из книг раскрыта на картинке. Раздаётся голос великана-людоеда, обещающего, наконец, добраться до Эдгара. Вдруг из раскрытой книги Эдгара окликивает капитан корабля, привёзшего его в эту страну, и бросает ему верёвочную лестницу. Эдгар взбирается на корабль, и парусник слетает со страниц книги. Великан поднимает крышку парты. Корабль стреляет из пушки великану в руку, и тот выпускает крышку. Крышка захлопывается, и корабль вплывает в проход. Капитан помогает Эдгару пролезть сквозь дырочку в парте. Эдгар видит себя большого, сидящего за партой с закрытыми глазами, взбирается по своей собственной руке и забирается себе в ухо.
Эдгар просыпается в то время, когда учитель, объясняя что-то об Эдмунде Железнобоком, обращается к нему и спрашивает, слушает ли он или смотрит сны. Эдгар отвечает, что не спит, и что короля звали Эадмунд, а не Эдмунд. Учитель соглашается и говорит, что так это имя произносили англосаксы. Звенит звонок, но учитель не отпускает учеников и просит Эдгара объяснить ещё и теорию относительности Эйнштейна. Эдгар без запинки объясняет теорию относительности, и учитель в задумчивости объявляет о том, что урок окончен.
Эдгар отправляется домой пить чай.

## Анализ
Повесть является постмодернистской интерпретацией сюжета об Алисе Льюиса Кэрролла, сюжет которой преподнесён в форме не романтической, а постмодернистской иронии. Сказочная действительность в истории появляется благодаря сну и с пробуждением исчезает. В конце «Долгого пути к чаепитию», также как и в сказках об Алисе, происходит пробуждение главного героя, и поэтому все невероятные события в этих историях, могут быть объяснены сном. «Долгий путь к чаепитию» отображает восприятие современного мира как хаоса, слишком нелогичного для его адекватного восприятия современным ребёнком, который тянется к любой стабильности, пусть даже это выражается в ритуале пятичасового чая.
О главном герое известно только то, что его зовут Эдгар, и что он очень хочет напиться чаю. Такая скудность сведений о протагонисте объясняется тем, что главный путешественник по стране, придуманной Бёрджессом, — сам читатель.